# Salon automobile

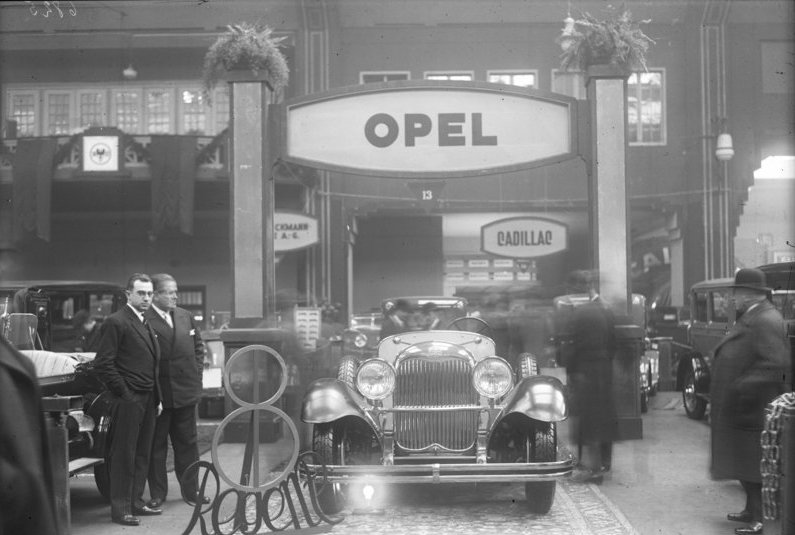
Salon de Berlin en 1928.

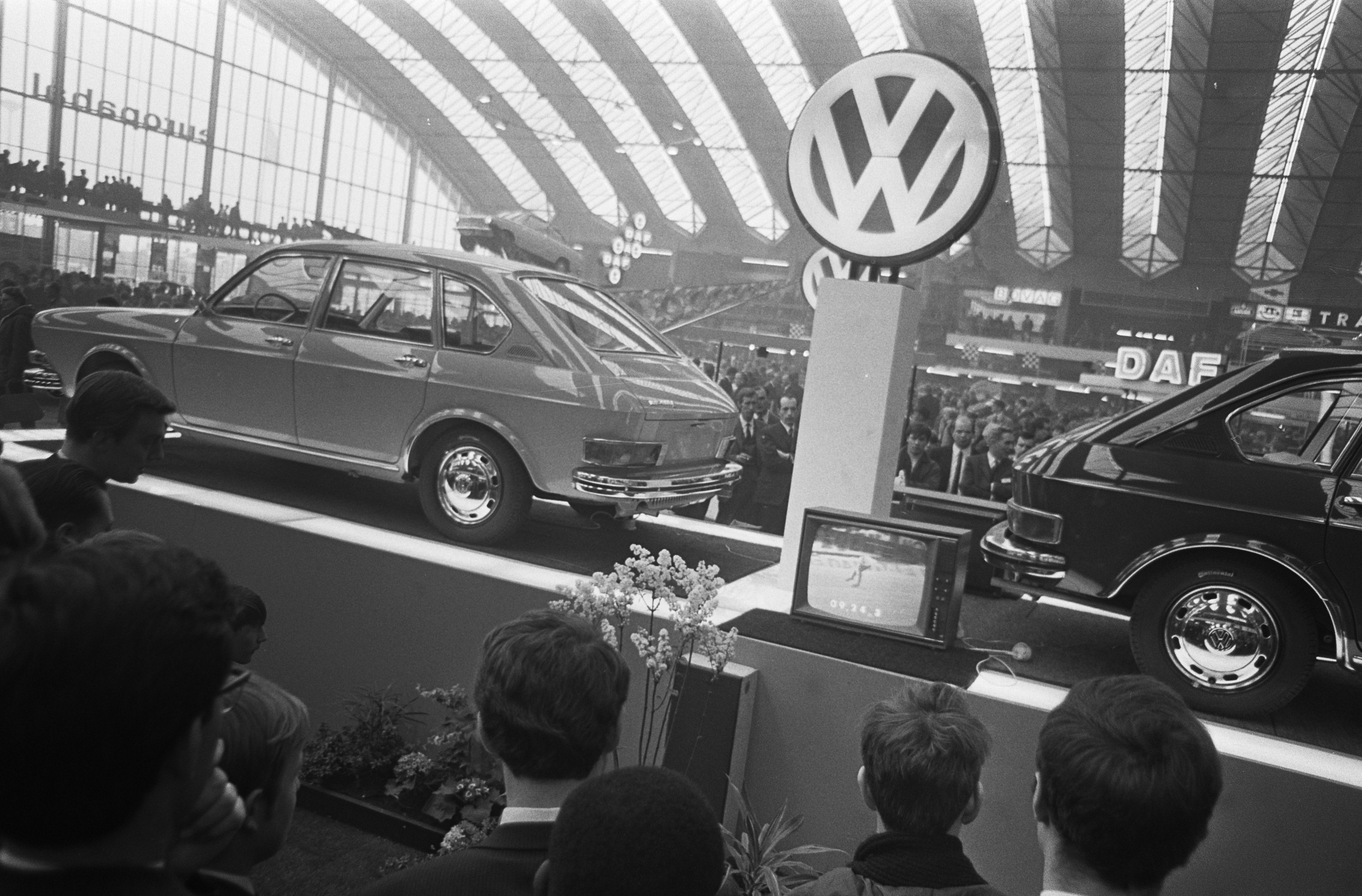
Présentation, sur un podium du stand Volkswagen, du modèle 411, au salon de l'automobile d'Amsterdam, le 16 février 1969.

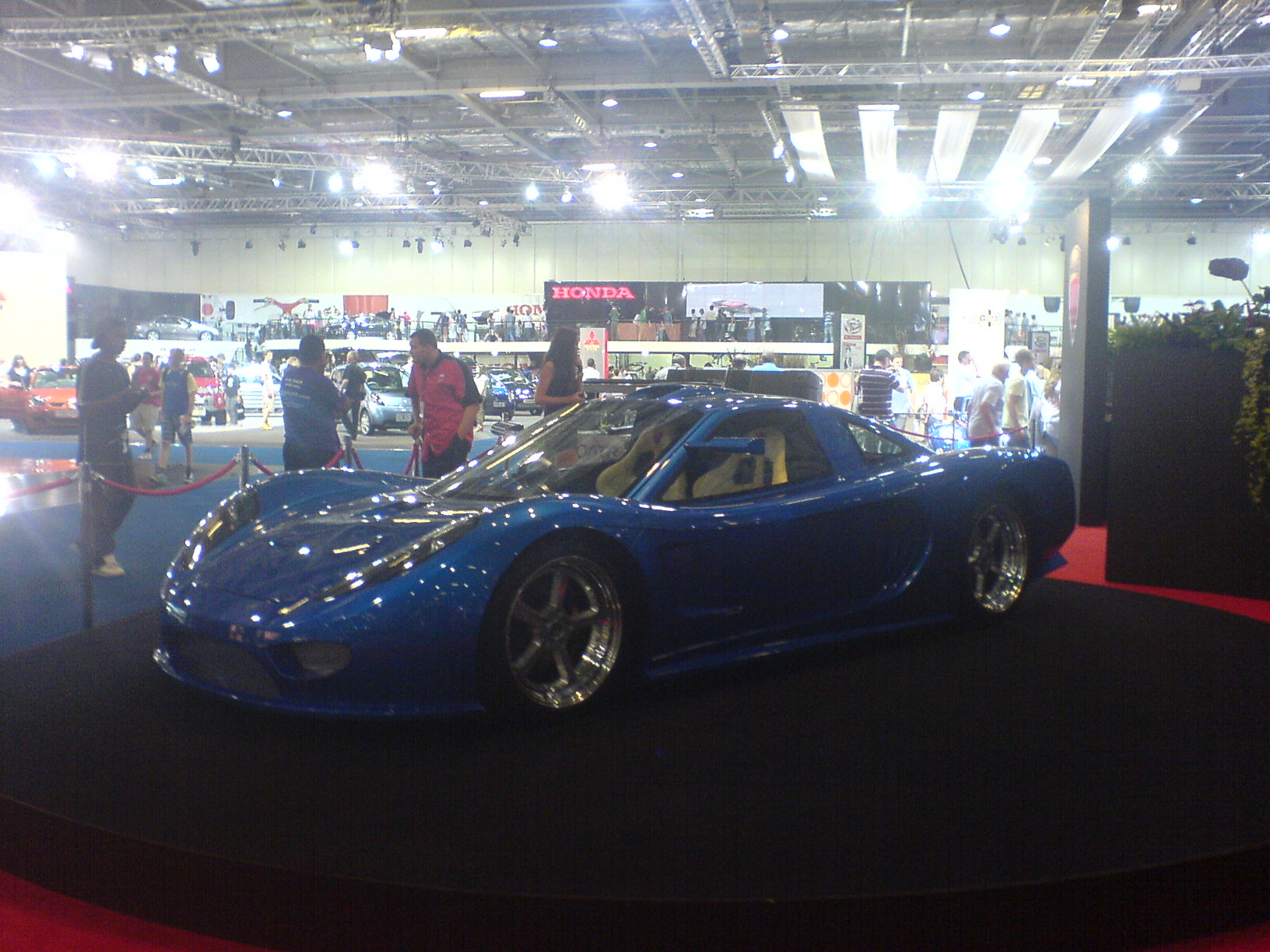
Barabus TKR au British International Motor Show 2006.

Un salon automobile est une exposition organisée de façon périodique, en un même lieu et dans une période limitée de temps, d'industriels et artisans de l'industrie automobile (constructeurs, concepteurs et designers, équipementiers, préparateurs) pour présenter leurs productions aux médias, au grand public et aux professionnels.
Signe des temps, le salon de Londres ne s'est pas tenu de 2008 à 2016, alors que ceux de New Delhi (Inde) et surtout de Pékin (Chine) prennent une importance croissante année après année.

## Historique
La première exposition d'automobiles à portée internationale se tient à Paris en 1898. Depuis, les salons sont devenus des rendez-vous incontournables de l'industrie automobile dans tous les pays producteurs (Paris, Londres, Berlin, Bologne, Bruxelles, Genève et Barcelone sont les grands salons européens, Détroit pour l'Amérique du Nord, Tokyo et Pékin pour l'Asie).
Aujourd'hui, les grands salons automobiles annuels sont dans l'ordre chronologique Détroit (États-Unis, janvier), Genève (Suisse, mars), Turin (Italie, avril), Paris ou Francfort (France ou Allemagne, octobre) et Tokyo (Japon, décembre). Du fait des coûts importants d'organisation, certains salons ne se tiennent plus que tous les deux ans (à l'exemple de Paris et de Francfort tenus en alternance).

## Liste de salons automobiles
Seulement certains salons sont reconnus par l'Organisation internationale des constructeurs automobiles (OICA).

### Europe
| Salon                                                                  | Fréquence | Années Paires | Mois         | Ville                 | Pays        |
| ---------------------------------------------------------------------- | --------- | ------------- | ------------ | --------------------- | ----------- |
| Salon de l'automobile de Bruxelles                                     | annuel    |               | janvier      | Bruxelles             | Belgique    |
| Salon International de l'Automobile de Monaco                          | annuel    |               | février      | Monaco                | Monaco      |
| Salon international de l'automobile de Genève                          | annuel    |               | mars         | Genève                | Suisse      |
| AutoRAI                                                                | annuel    |               | avril        | Amsterdam             | Pays-Bas    |
| Salon de l'automobile de Turin                                         | annuel    |               | avril ou mai | Turin                 | Italie      |
| Salon de l'automobile de Londres                                       | annuel    |               | mai          | Londres               | Royaume-Uni |
| Salon international de l'automobile de Barcelone (es)                  | bisannuel | Non           | mai ou juin  | Barcelone             | Espagne     |
| Salon international de l'automobile de Madrid (es)                     | bisannuel | Oui           | mai ou juin  | Madrid                | Espagne     |
| Salon de l'automobile de Francfort (déplacé à Munich à partir de 2021) | bisannuel | Non           | septembre    | Francfort-sur-le-Main | Allemagne   |
| Salon de l'automobile de Munich                                        | bisannuel | Non           | octobre      | Munich                | Allemagne   |
| Mondial de l'automobile de Paris                                       | bisannuel | Oui           | octobre      | Paris                 | France      |
| Salon automobile de Lyon                                               | bisannuel | Non           | octobre      | Lyon                  | France      |
| Motor Show de Bologne                                                  | annuel    |               | décembre     | Bologne               | Italie      |

### Amérique
| Salon                                                  | Fréquence | Années Paires | Mois     | Ville        | Pays       | 1re édition |
| ------------------------------------------------------ | --------- | ------------- | -------- | ------------ | ---------- | ----------- |
| Salon international de l'automobile d'Amérique du Nord | annuel    |               | janvier  | Détroit      | États-Unis | 1907        |
| Salon international de l'auto de Montréal              | annuel    |               | janvier  | Montréal     | Canada     | 1969        |
| Salon de l'automobile de Memphis                       | annuel    |               | janvier  | Memphis      | États-Unis |             |
| Salon de l'automobile de Houston                       | annuel    |               | janvier  | Houston      | États-Unis | 1950        |
| Salon de l'automobile de Philadelphie                  | annuel    |               | février  | Philadelphie | États-Unis | 1902        |
| Salon de l'automobile de Chicago                       | annuel    |               | février  | Chicago      | États-Unis | 1901        |
| Salon international de l'automobile du Canada          | annuel    |               | février  | Toronto      | Canada     | 1974        |
| Salon international de l'automobile de Québec          | annuel    |               | mars     | Québec       | Canada     |             |
| Salon de l'automobile de New York                      | annuel    |               | avril    | New York     | États-Unis | 1900        |
| Salon automobile de São Paulo                          | bisannuel | Oui           | octobre  | São Paulo    | Brésil     | 1960        |
| Salon de l'automobile de Los Angeles                   | annuel    |               | décembre | Los Angeles  | États-Unis | 1907        |

### Reste du monde
| Salon                                                | Fréquence | Années Paires | Mois               | Ville         | Pays                |
| ---------------------------------------------------- | --------- | ------------- | ------------------ | ------------- | ------------------- |
| Tokyo Auto Salon                                     | annuel    |               | janvier            | Chiba         | Japon               |
| Auto Expo                                            | bisannuel | Oui           | janvier            | New Delhi     | Inde                |
| Qatar Motor Show                                     | annuel    |               | février            | Doha          | Qatar               |
| Salon de l'automobile d'Alger                        | annuel    |               | mars               | Alger         | Algérie             |
| Salon de l'automobile de Shanghai                    | bisannuel | Non           | avril              | Shanghai      | Chine               |
| Salon de l'automobile de Pékin                       | bisannuel | Oui           | avril              | Pékin         | Chine               |
| Auto Expo Casablanca                                 | bisannuel | Oui           | mai                | Casablanca    | Maroc               |
| Salon de l'automobile de Séoul                       | bisannuel | Non           | juillet            | Séoul         | Corée du Sud        |
| Salon de l'automobile de Chengdu                     | annuel    |               | août - septembre   | Chengdu       | Chine               |
| Salon international de l'automobile de Johannesbourg | bisannuel | Non           | octobre            | Johannesbourg | Afrique du Sud      |
| Salon de l'automobile de Tokyo                       | bisannuel |               | octobre - novembre | Tokyo         | Japon               |
| Salon de l'automobile de Guangzhou                   | annuel    |               | novembre           | Guangzhou     | Chine               |
| Dubaï Motor Show                                     | annuel    |               | novembre           | Dubaï         | Émirats arabes unis |

## Au cinéma
Deux films de fiction avec de longues séquences dans des salons de l'automobile :
- Le Départ de Jerzy Skolimowski (1967)
- Trafic de Jacques Tati (1971)